# Mistrovství světa ve fotbale klubů 2025 (soupisky)
Soupisky na Mistrovství světa ve fotbale klubů 2025, které se hrálo ve Spojených státech amerických.

## Skupina A

### Al-Ahly SC
Hlavní trenér:  José Riveiro
| Jméno                    | Datum narození    | Národnost |
| Brankáři                 | Brankáři          | Brankáři  |
| ------------------------ | ----------------- | --------- |
| Muhammad Šanáví -        | 18. prosince 1988 | Egypt     |
| Muhammad Sahá            | 1. května 2001    | Egypt     |
| Mustafa Šubaír           | 15. května 2000   | Egypt     |
| Mustafa Machlúf          | 11. března 2003   | Egypt     |
| Obránci                  |                   |           |
| Chálid Abdalfatáh        | 22. ledna 1999    | Egypt     |
| Umar Kamál               | 29. září 1993     | Egypt     |
| Ahmád Ramadán            | 23. března 1997   | Egypt     |
| Jásir Ibrahim            | 10. února 1993    | Egypt     |
| Karim Dabás              | 3. června 2003    | Egypt     |
| Ašraf Darí               | 6. května 1999    | Maroko    |
| Mustafa Áš               | 11. října 2000    | Egypt     |
| Muhammad Haní            | 2. února 1996     | Egypt     |
| Jahjá Attíat Allá        | 2. března 1995    | Maroko    |
| Záložníci                |                   |           |
| Muhammad Alí bin Romdáne | 6. září 1999      | Tunisko   |
| Trézéguet                | 1. října 1994     | Egypt     |
| Hamdí Fasí               | 29. září 1994     | Egypt     |
| Marván Attía             | 1. srpna 1998     | Egypt     |
| Husejn Šahát             | 21. června 1992   | Egypt     |
| Ašraf bin Čarkí          | 24. září 1994     | Maroko    |
| Muhammad Magdí           | 6. března 1996    | Egypt     |
| Imám Ašúr                | 20. února 1998    | Egypt     |
| Aliou Dieng              | 16. října 1997    | Mali      |
| Ahmád Ridá Hášim         | 19. února 2000    | Egypt     |
| Zizo                     | 10. ledna 1996    | Egypt     |
| Táhir Muhammad           | 7. března 1997    | Egypt     |
| Ahmád Nabíl Kúka         | 4. července 2001  | Egypt     |
| Útočníci                 |                   |           |
| Wessam Abou Ali          | 4. ledna 1999     | Palestina |
| Nejc Gradišar            | 6. srpna 2002     | Slovinsko |

### Inter Miami CF
Hlavní trenér:  Javier Mascherano
| Jméno              | Datum narození     | Národnost              |
| Brankáři           | Brankáři           | Brankáři               |
| ------------------ | ------------------ | ---------------------- |
| Drake Callender    | 7. října 1997      | USA                    |
| Oscar Ustari       | 3. července 1986   | Argentina              |
| William Yarbrough  | 20. března 1989    | USA                    |
| Rocco Ríos Novo    | 4. června 2002     | Argentina              |
| Obránci            |                    |                        |
| Gonzalo Luján      | 27. dubna 2001     | Argentina              |
| Tomás Avilés       | 3. února 2004      | Argentina              |
| David Martínez     | 21. ledna 1998     | Paraguay               |
| Ryan Sailor        | 27. listopadu 1998 | USA                    |
| Ian Fray           | 31. srpna 2002     | USA                    |
| Jordi Alba         | 21. března 1989    | Španělsko              |
| Tyler Hall         | 5. února 2006      | USA                    |
| Noah Allen         | 28. dubna 2004     | Řecko                  |
| Maximiliano Falcón | 1. května 1997     | Uruguay                |
| Marcelo Weigandt   | 11. ledna 2000     | Argentina              |
| Israel Boatwright  | 2. června 2005     | Dominikánská republika |
| Záložníci          |                    |                        |
| Sergio Busquets    | 16. července 1988  | Španělsko              |
| Telasco Segovia    | 2. dubna 2003      | Venezuela              |
| Baltasar Rodríguez | 9. července 2003   | Argentina              |
| Benjamin Cremaschi | 2. března 2005     | USA                    |
| David Ruiz         | 8. února 2004      | Honduras               |
| Yannick Bright     | 3. září 2001       | Itálie                 |
| Federico Redondo   | 18. ledna 2003     | Argentina              |
| Santiago Morales   | 9. února 2007      | USA                    |
| Útočníci           |                    |                        |
| Fafà Picault       | 23. února 1991     | Haiti                  |
| Luis Suárez        | 24. ledna 1987     | Uruguay                |
| Lionel Messi -     | 24. června 1987    | Argentina              |
| Tadeo Allende      | 20. února 1999     | Argentina              |
| Leo Afonso         | 13. července 2001  | Brazílie               |
| Allen Obando       | 13. června 2006    | Ekvádor                |

### Sociedade Esportiva Palmeiras
Hlavní trenér:  Abel Ferreira
| Jméno             | Datum narození     | Národnost |
| Brankáři          | Brankáři           | Brankáři  |
| ----------------- | ------------------ | --------- |
| Mateus            | 2. května 2002     | Brazílie  |
| Marcelo Lomba     | 18. prosince 1986  | Brazílie  |
| Weverton          | 13. prosince 1987  | Brazílie  |
| Obránci           |                    |           |
| Marcos Rocha      | 11. prosince 1988  | Brazílie  |
| Bruno Fuchs       | 1. dubna 1999      | Brazílie  |
| Agustín Giay      | 16. ledna 2004     | Argentina |
| Vanderlan         | 7. září 2002       | Brazílie  |
| Mayke             | 10. listopadu 1992 | Brazílie  |
| Micael            | 12. srpna 2000     | Brazílie  |
| Gustavo Gómez -   | 6. května 1993     | Paraguay  |
| Joaquín Piquerez  | 24. srpna 1998     | Uruguay   |
| Murilo Cerqueira  | 27. března 1997    | Brazílie  |
| Kaiky Naves       | 8. května 2002     | Brazílie  |
| Luiz Benedetti    | 7. června 2006     | Brazílie  |
| Záložníci         |                    |           |
| Aníbal Moreno     | 13. května 1999    | Argentina |
| Felipe Anderson   | 15. dubna 1993     | Brazílie  |
| Richard Ríos      | 2. června 2000     | Kolumbie  |
| Raphael Veiga     | 19. června 1995    | Brazílie  |
| Lucas Evangelista | 6. února 1995      | Brazílie  |
| Emiliano Martínez | 17. srpna 1999     | Uruguay   |
| Allan             | 19. dubna 2004     | Brazílie  |
| Útočníci          |                    |           |
| Vitor Roque       | 28. února 2005     | Brazílie  |
| Paulinho          | 15. července 2000  | Brazílie  |
| Facundo Torres    | 13. dubna 2000     | Uruguay   |
| Maurício          | 22. června 2001    | Brazílie  |
| Luighi            | 30. dubna 2006     | Brazílie  |
| Thalys            | 22. února 2005     | Brazílie  |
| Estêvão Willian   | 24. dubna 2007     | Brazílie  |
| José Manuel López | 6. prosince 2000   | Argentina |

### FC Porto
Hlavní trenér:  Martín Anselmi
| Jméno             | Datum narození     | Národnost   |
| Brankáři          | Brankáři           | Brankáři    |
| ----------------- | ------------------ | ----------- |
| Cláudio Ramos     | 16. listopadu 1991 | Portugalsko |
| Diogo Fernandes   | 17. února 2005     | Portugalsko |
| Samuel Portugal   | 29. března 1994    | Brazílie    |
| Diogo Costa -     | 19. září 1999      | Portugalsko |
| Obránci           |                    |             |
| Otávio            | 21. dubna 2002     | Brazílie    |
| Iván Marcano      | 23. června 1987    | Španělsko   |
| Zaidu Sanusi      | 13. června 1997    | Nigérie     |
| João Mário        | 3. ledna 2000      | Portugalsko |
| Nehuén Pérez      | 24. června 2000    | Argentina   |
| Martim Fernandes  | 18. ledna 2006     | Portugalsko |
| Gabriel Brás      | 25. března 2004    | Portugalsko |
| Francisco Moura   | 16. srpna 1999     | Portugalsko |
| Zé Pedro          | 6. června 1997     | Portugalsko |
| Záložníci         |                    |             |
| Stephen Eustáquio | 21. prosince 1996  | Kanada      |
| Fábio Vieira      | 30. května 2000    | Portugalsko |
| Vasco Sousa       | 3. dubna 2003      | Portugalsko |
| Gabri Veiga       | 27. května 2002    | Španělsko   |
| André Franco      | 12. dubna 1998     | Portugalsko |
| Alan Varela       | 4. července 2001   | Argentina   |
| Tomás Pérez       | 26. srpna 2005     | Argentina   |
| André Oliveira    | 1. října 2005      | Portugalsko |
| Domingos Andrade  | 7. května 2003     | Angola      |
| Gil Martins       | 12. května 2006    | Portugalsko |
| João Teixeira     | 9. dubna 2006      | Portugalsko |
| Útočníci          |                    |             |
| William Gomes     | 15. března 2006    | Brazílie    |
| Samu Omorodion    | 5. května 2004     | Španělsko   |
| Pepê              | 24. února 1997     | Brazílie    |
| Danny Namaso      | 28. srpna 2000     | Kamerun     |
| Deniz Gül         | 2. července 2004   | Turecko     |
| Ángel Alarcón     | 15. května 2004    | Španělsko   |
| Gonçalo Borges    | 29. března 2001    | Portugalsko |
| Leonardo Vonić    | 10. července 2003  | Chorvatsko  |
| Rodrigo Mora      | 5. května 2007     | Portugalsko |
| Brayan Caicedo    | 14. srpna 2006     | Kolumbie    |

## Skupina B

### Atlético Madrid
Hlavní trenér:  Diego Simeone
| Jméno              | Datum narození     | Národnost |
| Brankáři           | Brankáři           | Brankáři  |
| ------------------ | ------------------ | --------- |
| Juan Musso         | 6. května 1994     | Argentina |
| Jan Oblak          | 7. ledna 1993      | Slovinsko |
| Antonio Gomis      | 20. května 2003    | Španělsko |
| Salvi Esquivel     | 30. září 2005      | Španělsko |
| Obránci            |                    |           |
| José María Giménez | 20. ledna 1995     | Uruguay   |
| César Azpilicueta  | 28. srpna 1989     | Španělsko |
| Clément Lenglet    | 17. června 1995    | Francie   |
| Nahuel Molina      | 6. dubna 1998      | Argentina |
| Javi Galán         | 19. listopadu 1994 | Španělsko |
| Reinildo Mandava   | 21. ledna 1994     | Mosambik  |
| Robin Le Normand   | 11. listopadu 1996 | Španělsko |
| Ilias Kostis       | 27. února 2003     | Řecko     |
| Javier Boñar       | 3. června 2005     | Španělsko |
| Záložníci          |                    |           |
| Conor Gallagher    | 6. února 2000      | Anglie    |
| Rodrigo De Paul    | 24. května 1994    | Argentina |
| Koke -             | 8. ledna 1992      | Španělsko |
| Pablo Barrios      | 15. června 2003    | Španělsko |
| Thomas Lemar       | 12. listopadu 1995 | Francie   |
| Samuel Lino        | 23. prosince 1999  | Brazílie  |
| Marcos Llorente    | 30. ledna 1995     | Španělsko |
| Rodrigo Riquelme   | 2. dubna 2000      | Španělsko |
| Axel Witsel        | 12. ledna 1989     | Belgie    |
| Javi Serrano       | 16. ledna 2003     | Španělsko |
| Jano Monserrate    | 28. ledna 2006     | Španělsko |
| Taufik Seidu       | 20. ledna 2008     | Španělsko |
| Rayane Belaid      | 11. února 2005     | Španělsko |
| Útočníci           |                    |           |
| Antoine Griezmann  | 21. března 1991    | Francie   |
| Alexander Sørloth  | 5. prosince 1995   | Norsko    |
| Ángel Correa       | 9. března 1995     | Argentina |
| Carlos Martín      | 22. dubna 2002     | Španělsko |
| Julián Álvarez     | 31. ledna 2000     | Argentina |
| Giuliano Simeone   | 18. prosince 2002  | Argentina |
| Adrián Niño        | 19. června 2004    | Španělsko |
| Omar Janneh        | 23. srpna 2006     | Španělsko |

### Botafogo FR
Hlavní trenér:  Renato Paiva
| Jméno              | Datum narození     | Národnost |
| Brankáři           | Brankáři           | Brankáři  |
| ------------------ | ------------------ | --------- |
| Raul Steffens      | 28. července 1997  | Brazílie  |
| John               | 13. února 1996     | Brazílie  |
| Léo Linck          | 3. března 2001     | Brazílie  |
| Cristhian Loor     | 9. března 2006     | Ekvádor   |
| Obránci            |                    |           |
| Vitinho            | 23. července 1999  | Brazílie  |
| Mateo Ponte        | 24. května 2003    | Uruguay   |
| Alex Telles        | 15. prosince 1992  | Brazílie  |
| Bastos             | 27. března 1991    | Angola    |
| Alexander Barboza  | 16. března 1995    | Argentina |
| Fernando Marçal    | 19. února 1989     | Brazílie  |
| Kaio Pantaleão     | 8. září 1995       | Brazílie  |
| Jair Cunha         | 7. března 2005     | Brazílie  |
| David Ricardo      | 21. prosince 2002  | Brazílie  |
| Cuiabano           | 16. února 2003     | Brazílie  |
| Záložníci          |                    |           |
| Danilo Barbosa     | 28. února 1996     | Brazílie  |
| Patrick de Paula   | 8. září 1999       | Brazílie  |
| Álvaro Montoro     | 17. dubna 2007     | Argentina |
| Jefferson Savarino | 11. listopadu 1996 | Venezuela |
| Marlon Freitas -   | 27. března 1995    | Brazílie  |
| Kauê               | 22. října 2004     | Brazílie  |
| Santiago Rodríguez | 8. ledna 2000      | Uruguay   |
| Allan              | 8. ledna 1991      | Brazílie  |
| Gregore            | 2. března 1994     | Brazílie  |
| Newton             | 12. března 2000    | Brazílie  |
| Kauan Lindes       | 28. listopadu 2003 | Brazílie  |
| Útočníci           |                    |           |
| Artur              | 15. února 1998     | Brazílie  |
| Rwan Cruz          | 20. května 2001    | Brazílie  |
| Matheus Martins    | 16. července 2003  | Brazílie  |
| Nathan Fernandes   | 16. února 2005     | Brazílie  |
| Kayke              | 19. června 2006    | Brazílie  |
| Joaquín Correa     | 13. srpna 1994     | Argentina |
| Gonzalo Mastriani  | 28. dubna 1993     | Uruguay   |
| Jeffinho           | 30. prosince 1999  | Brazílie  |
| Arthur Cabral      | 25. dubna 1998     | Brazílie  |
| Igor Jesus         | 25. února 2001     | Brazílie  |

### Paris Saint-Germain FC
Hlavní trenér:  Luis Enrique
| Jméno                | Datum narození     | Národnost   |
| Brankáři             | Brankáři           | Brankáři    |
| -------------------- | ------------------ | ----------- |
| Gianluigi Donnarumma | 25. února 1999     | Itálie      |
| Matvěj Safonov       | 25. února 1999     | Rusko       |
| Lucas Lavallée       | 18. února 2003     | Francie     |
| Arnau Tenas          | 30. května 2001    | Španělsko   |
| Obránci              |                    |             |
| Ašraf Hakimí         | 4. listopadu 1998  | Maroko      |
| Presnel Kimpembe     | 13. srpna 1995     | Francie     |
| Lucas Beraldo        | 24. listopadu 2003 | Brazílie    |
| Marquinhos -         | 14. května 1994    | Brazílie    |
| Lucas Hernández      | 14. února 1996     | Francie     |
| Nuno Mendes          | 19. června 2002    | Portugalsko |
| Yoram Zague          | 15. května 2006    | Francie     |
| Noham Kamara         | 22. ledna 2007     | Francie     |
| Naoufel El Hannach   | 7. prosince 2006   | Maroko      |
| Willian Pacho        | 16. října 2001     | Ekvádor     |
| Záložníci            |                    |             |
| Fabián Ruiz          | 3. dubna 1996      | Španělsko   |
| Vitinha              | 13. února 2000     | Portugalsko |
| I Kang-in            | 19. února 2001     | Jižní Korea |
| Gabriel Moscardo     | 28. září 2005      | Brazílie    |
| Senny Mayulu         | 17. května 2006    | Francie     |
| Warren Zaïre-Emery   | 8. března 2006     | Francie     |
| João Neves           | 27. září 2004      | Portugalsko |
| Útočníci             |                    |             |
| Chviča Kvaracchelija | 12. února 2001     | Gruzie      |
| Gonçalo Ramos        | 20. června 2001    | Portugalsko |
| Ousmane Dembélé      | 15. května 1997    | Francie     |
| Désiré Doué          | 3. června 2005     | Francie     |
| Bradley Barcola      | 2. září 2002       | Francie     |
| Ibrahim Mbaye        | 24. ledna 2008     | Francie     |

### Seattle Sounders FC
Hlavní trenér:  Brian Schmetzer
| Jméno               | Datum narození     | Národnost         |
| Brankáři            | Brankáři           | Brankáři          |
| ------------------- | ------------------ | ----------------- |
| Stefan Frei -       | 20. dubna 1986     | Švýcarsko         |
| Andrew Thomas       | 1. září 1998       | USA               |
| Jacob Castro        | 18. prosince 1999  | USA               |
| Obránci             |                    |                   |
| Travian Sousa       | 19. září 2001      | USA               |
| Nouhou Tolo         | 23. června 1997    | Kamerun           |
| Jon Bell            | 26. srpna 1997     | Jamajka           |
| Alex Roldán         | 28. července 1996  | Salvador          |
| Kim Ki-hi           | 13. července 1989  | Jižní Korea       |
| Jackson Ragen       | 24. září 1998      | USA               |
| Yeimar Gómez        | 30. června 1992    | Kolumbie          |
| Cody Baker          | 7. ledna 2004      | USA               |
| Kalani Kossa-Rienzi | 27. června 2002    | USA               |
| Záložníci           |                    |                   |
| João Paulo          | 8. března 1991     | Brazílie          |
| Cristian Roldan     | 3. června 1995     | USA               |
| Albert Rusnák       | 7. července 1994   | Slovensko         |
| Obed Vargas         | 5. srpna 2005      | Mexiko            |
| Reed Baker-Whiting  | 31. března 2005    | USA               |
| Danny Leyva         | 5. května 2003     | USA               |
| Útočníci            |                    |                   |
| Jesús Ferreira      | 24. prosince 2000  | USA               |
| Pedro de la Vega    | 7. února 2001      | Argentina         |
| Jordan Morris       | 26. října 1994     | USA               |
| Paul Rothrock       | 9. ledna 1999      | USA               |
| Danny Musovski      | 30. listopadu 1995 | USA               |
| Ryan Kent           | 11. listopadu 1996 | Anglie            |
| Georgi Minoungou    | 25. července 2002  | Pobřeží slonoviny |
| Osaze De Rosario    | 19. července 2001  | Guyana            |

## Skupina C

### Auckland City FC
Hlavní trenér:  Paul Posa a  Ivan Vicelich
| Jméno              | Datum narození     | Národnost   |
| Brankáři           | Brankáři           | Brankáři    |
| ------------------ | ------------------ | ----------- |
| Conor Tracey       | 13. dubna 1997     | Nový Zéland |
| Sebastián Ciganda  | 30. srpna 1993     | Uruguay     |
| Nathan Garrow      | 29. listopadu 2004 | Nový Zéland |
| Obránci            |                    |             |
| Mario Ilich -      | 23. června 1995    | Nový Zéland |
| Adam Mitchell      | 1. června 1996     | Nový Zéland |
| Christian Gray     | 29. listopadu 1996 | Nový Zéland |
| Nikko Boxall       | 24. února 1992     | Nový Zéland |
| Regont Murati      | 14. května 1996    | Kosovo      |
| Nathan Lobo        | 16. prosince 2002  | Nový Zéland |
| Dylan Connolly     | 16. května 2000    | Irsko       |
| Adam Bell          | 12. února 2004     | Nový Zéland |
| Alfie Rogers       | 6. února 1995      | Nový Zéland |
| Záložníci          |                    |             |
| Jackson Manuel     | 24. února 2003     | Nový Zéland |
| Gerard Garriga     | 28. května 1993    | Španělsko   |
| Jordan Vale        | 15. ledna 1994     | Nový Zéland |
| Jeremy Foo         | 7. března 2007     | Nový Zéland |
| Matt Ellis         | 27. února 2001     | Nový Zéland |
| Čou Tong           | 12. ledna 1990     | Čína        |
| Michael den Heijer | 14. dubna 1996     | Nový Zéland |
| Útočníci           |                    |             |
| Myer Bevan         | 23. dubna 1997     | Nový Zéland |
| Angus Kilkolly     | 18. dubna 1996     | Nový Zéland |
| Dylan Manickum     | 16. června 1992    | Nový Zéland |
| Ryan De Vries      | 14. září 1991      | Nový Zéland |
| Joseph Lee         | 12. července 2002  | Nový Zéland |
| Jerson Lagos       | 1. listopadu 2002  | Kolumbie    |
| David Yoo          | 7. prosince 1999   | Nový Zéland |
| Haris Zeb          | 15. května 2001    | Nový Zéland |

### FC Bayern Mnichov
Hlavní trenér:  Vincent Kompany
| Jméno                 | Datum narození     | Národnost   |
| Brankáři              | Brankáři           | Brankáři    |
| --------------------- | ------------------ | ----------- |
| Manuel Neuer -        | 27. března 1986    | Německo     |
| Daniel Peretz         | 10. července 2000  | Izrael      |
| Jonas Urbig           | 8. srpna 2003      | Německo     |
| Leon Klanac           | 1. března 2007     | Německo     |
| Obránci               |                    |             |
| Dayot Upamecano       | 27. října 1998     | Francie     |
| Kim Min-dže           | 15. listopadu 1996 | Jižní Korea |
| Jonathan Tah          | 11. února 1996     | Německo     |
| Eric Dier             | 15. ledna 1994     | Anglie      |
| Raphaël Guerreiro     | 22. prosince 1993  | Portugalsko |
| Sacha Boey            | 13. září 2000      | Francie     |
| Cassiano Kiala        | 11. ledna 2009     | Německo     |
| Josip Stanišić        | 2. dubna 2000      | Chorvatsko  |
| Adam Aznou            | 2. června 2006     | Maroko      |
| Záložníci             |                    |             |
| Joshua Kimmich        | 8. února 1995      | Německo     |
| Leon Goretzka         | 6. února 1995      | Německo     |
| João Palhinha         | 9. července 1995   | Portugalsko |
| Tom Bischof           | 28. června 2005    | Německo     |
| Konrad Laimer         | 27. května 1997    | Rakousko    |
| Maurice Krattenmacher | 11. srpna 2005     | Německo     |
| Jamal Musiala         | 26. února 2003     | Německo     |
| Aleksandar Pavlović   | 3. května 2004     | Německo     |
| Lennart Karl          | 22. února 2008     | Německo     |
| David Santos          | 10. ledna 2007     | Portugalsko |
| Útočníci              |                    |             |
| Serge Gnabry          | 14. července 1995  | Německo     |
| Harry Kane            | 28. července 1993  | Anglie      |
| Leroy Sané            | 11. ledna 1996     | Německo     |
| Kingsley Coman        | 13. června 1996    | Francie     |
| Michael Olise         | 12. prosince 2001  | Francie     |
| Gabriel Vidović       | 1. prosince 2003   | Chorvatsko  |
| Thomas Müller         | 13. září 1989      | Německo     |
| Wisdom Mike           | 24. září 2008      | Německo     |
| Jonah Kusi-Asare      | 4. července 2007   | Švédsko     |

### Benfica Lisabon
Hlavní trenér:  Bruno Lage
| Jméno               | Datum narození     | Národnost   |
| Brankáři            | Brankáři           | Brankáři    |
| ------------------- | ------------------ | ----------- |
| Anatolij Trubin     | 1. srpna 2001      | Ukrajina    |
| Diogo Ferreira      | 10. února 2007     | Portugalsko |
| André Gomes         | 20. října 2004     | Portugalsko |
| Obránci             |                    |             |
| Álvaro Carreras     | 23. března 2003    | Španělsko   |
| António Silva       | 30. října 2003     | Portugalsko |
| Nicolás Otamendi -  | 12. února 1988     | Argentina   |
| Samuel Dahl         | 4. března 2003     | Švédsko     |
| Rui Silva           | 18. března 2007    | Portugalsko |
| Gonçalo Oliveira    | 4. července 2006   | Portugalsko |
| Joshua Wynder       | 2. května 2005     | USA         |
| Leandro Santos      | 28. září 2005      | Portugalsko |
| Adrian Bajrami      | 5. dubna 2002      | Albánie     |
| Záložníci           |                    |             |
| Fredrik Aursnes     | 10. prosince 1995  | Norsko      |
| Orkun Kökçü         | 29. prosince 2000  | Turecko     |
| Leandro Barreiro    | 3. ledna 2000      | Lucembursko |
| Florentino Luís     | 19. srpna 1999     | Portugalsko |
| João Veloso         | 26. června 2005    | Portugalsko |
| Rafael Luís         | 18. února 2005     | Portugalsko |
| Renato Sanches      | 18. srpna 1997     | Portugalsko |
| Diogo Prioste       | 26. března 2004    | Portugalsko |
| Útočníci            |                    |             |
| Ángel Di María      | 14. února 1988     | Argentina   |
| Vangelis Pavlidis   | 21. listopadu 1998 | Řecko       |
| Kerem Aktürkoğlu    | 21. října 1998     | Turecko     |
| Andrea Belotti      | 20. prosince 1993  | Itálie      |
| Andreas Schjelderup | 1. června 2004     | Norsko      |
| Gianluca Prestianni | 31. ledna 2006     | Argentina   |
| Bruma               | 24. října 1994     | Portugalsko |
| Tiago Gouveia       | 18. června 2001    | Portugalsko |
| João Rego           | 20. června 2005    | Portugalsko |
| Eduardo Fernandes   | 24. března 2007    | Portugalsko |

### Boca Juniors
Hlavní trenér:  Miguel Ángel Russo
| Jméno                | Datum narození     | Národnost |
| Brankáři             | Brankáři           | Brankáři  |
| -------------------- | ------------------ | --------- |
| Sergio Germán Romero | 22. února 1987     | Argentina |
| Leandro Brey         | 21. září 2002      | Argentina |
| Javier García        | 29. ledna 1987     | Argentina |
| Agustín Marchesín    | 16. března 1988    | Argentina |
| Obránci              |                    |           |
| Marcelo              | 23. dubna 1998     | Uruguay   |
| Nicolás Figal        | 3. dubna 1994      | Argentina |
| Marcos Rojo          | 20. března 1990    | Argentina |
| Luis Advíncula       | 2. března 1990     | Peru      |
| Frank Fabra          | 22. února 1991     | Kolumbie  |
| Lautaro Blanco       | 19. února 1999     | Argentina |
| Juan Barinaga        | 10. října 2000     | Argentina |
| Marco Pellegrino     | 18. července 2002  | Argentina |
| Ayrton Costa         | 12. července 1999  | Argentina |
| Mateo Mendía         | 3. února 2004      | Argentina |
| Lautaro Di Lollo     | 10. března 2004    | Argentina |
| Lucas Blondel        | 14. září 1996      | Švýcarsko |
| Záložníci            |                    |           |
| Rodrigo Battaglia    | 12. července 1991  | Argentina |
| Carlos Palacios      | 20. července 2000  | Chile     |
| Ignacio Miramón      | 12. června 2003    | Argentina |
| Williams Alarcón     | 29. listopadu 2000 | Chile     |
| Agustín Martegani    | 20. května 2000    | Argentina |
| Alan Velasco         | 27. července 2002  | Argentina |
| Ander Herrera        | 14. srpna 1989     | Španělsko |
| Kevin Zenón          | 30. července 2001  | Argentina |
| Malcolm Braida       | 17. května 1997    | Argentina |
| Tomás Belmonte       | 27. května 1998    | Argentina |
| Camilo Rey Domenech  | 10. března 2006    | Argentina |
| Milton Delgado       | 16. června 2005    | Argentina |
| Santiago Dalmasso    | 18. června 2004    | Argentina |
| Útočníci             |                    |           |
| Exequiel Zeballos    | 24. dubna 2002     | Argentina |
| Milton Giménez       | 12. srpna 1996     | Argentina |
| Edinson Cavani       | 14. února 1987     | Uruguay   |
| Lucas Janson         | 16. srpna 1994     | Argentina |
| Miguel Merentiel     | 24. února 1996     | Uruguay   |
| Brian Aguirre        | 6. ledna 2003      | Argentina |

## Skupina D
Hlavní trenér:  Enzo Maresca
| Jméno                     | Datum narození     | Národnost   |
| Brankáři                  | Brankáři           | Brankáři    |
| ------------------------- | ------------------ | ----------- |
| Robert Sánchez            | 18. listopadu 1997 | Španělsko   |
| Filip Jörgensen           | 16. dubna 2002     | Dánsko      |
| Mike Penders              | 31. července 2005  | Belgie      |
| Gabriel Slonina           | 15. května 2004    | USA         |
| Obránci                   |                    |             |
| Marc Cucurella            | 22. července 1998  | Španělsko   |
| Tosin Adarabioyo          | 24. září 1997      | Anglie      |
| Benoît Badiashile         | 26. března 2001    | Francie     |
| Levi Colwill              | 26. února 2003     | Anglie      |
| Mamadou Sarr              | 29. srpna 2005     | Francie     |
| Trevoh Chalobah           | 5. července 1999   | Anglie      |
| Reece James               | 8. prosince 1999   | Anglie      |
| Malo Gusto                | 19. května 2003    | Anglie      |
| Aarón Anselmino           | 29. dubna 2005     | Argentina   |
| Josh Acheampong           | 5. května 2006     | Anglie      |
| Záložníci                 |                    |             |
| Enzo Fernández            | 17. ledna 2001     | Argentina   |
| Cole Palmer               | 6. května 2002     | Anglie      |
| Dário Essugo              | 14. března 2005    | Portugalsko |
| Andrey Santos             | 3. května 2004     | Brazílie    |
| Kiernan Dewsbury-Hall     | 6. září 1998       | Anglie      |
| Moisés Caicedo            | 2. listopadu 2001  | Ekvádor     |
| Roméo Lavia               | 6. ledna 2004      | Belgie      |
| Útočníci                  |                    |             |
| Pedro Neto                | 9. března 2000     | Portugalsko |
| Liam Delap                | 8. února 2003      | Anglie      |
| Noni Madueke              | 10. března 2002    | Anglie      |
| Nicolas Jackson           | 20. června 2001    | Senegal     |
| Christopher Nkunku        | 14. listopadu 1997 | Francie     |
| João Pedro (od 2. června) | 26. září 2001      | Brazílie    |
| Tyrique George            | 4. února 2006      | Anglie      |
| Marc Guiu                 | 4. ledna 2006      | Španělsko   |